# Меторхоз
Меторхоз (лат. Metorchosis) — гельминтоз из группы трематодозов человека и плотоядных животных, вызванный Metorchis albidus.
Возбудители меторхоза человека — трематоды Metorchis albidus (Braun, 1893, син. Metorchis bills), обитающий в Сибири и Metorchis conjunctus (Cobbold,1960, син. Metorchis intermedius), обитающий в Канаде и Аляске, сем. Opisthorchidae. Первый промежуточный хозяин — моллюск. Личинки паразитируют в мускулатуре, жабрах и других тканях карповых рыб (язь, плотва, красноперка, уклея, гольян, лещ, чехонь, густера), а половозрелые паразиты — в жёлчном пузыре и жёлчных ходах печени хищных плотоядных млекопитающих. Болезнь регистрируется в Белоруссии, России, на Украине, в Казахстане и т. д. 
Тело M. albidus грушевидной формы, 2,5-3,5 мм длиной, 1,2-1,6 мм шириной. В одной заражённой рыбе может быть 30 тысяч метацеркариев паразита.
У человека M. albidus паразитирует в печени и жёлчном пузыре.
Так как, описторхисы и меторхисы часто паразитируют в одной и той же рыбе, исследователи считают, что «у 63,2 % больных с гельминтоовоскопически подтверждённым диагнозом «хронического описторхоза» фактически имеет место микст-инвазия, вызванная O. felineus и M. bilis, реже регистрируется моноинвазия O. felineus (у 30,4 % больных) и M. bilis (у 7,9 %)»
.
Дифференциальный диагноз проводят с описторхозом с помощью метода тонкослойного иммунного анализа, разработанного Elwig H. et all. (1977) в модификации В.Т.Кузнецовой и соавторов (1987), либо выращивая личинок до половозрелых марит
.